# ستيفن فيكتور غراهام
ستيفن فيكتور غراهام (بالإنجليزية: Stephen Victor Graham)‏ هو ضابط أمريكي، ولد في 4 مارس 1874 في مقاطعة كاس في الولايات المتحدة، وتوفي في 2 سبتمبر 1955 في لوس أنجلوس في الولايات المتحدة.